# Norman Read
Norman Read (né le 13 août 1931 à Portsmouth – mort le 22 mai 1994) était un athlète néo-zélandais, spécialiste de la marche athlétique.
Né en Angleterre et ayant été évacué à Steyning dans le Sussex en raison de la guerre, Read émigre en Nouvelle-Zélande en 1953, à 22 ans, après avoir assisté aux Jeux olympiques à Helsinki en 1952 et avoir remporté plusieurs titres juniors britanniques. Il représente la Nouvelle-Zélande pour les Jeux de 1956, en remportant le 50 km marche. Il n'était pas officiellement sélectionné, mais il remporte les championnats australiens, ce qui lui permet de participer aux Jeux. Lors des Jeux suivants, il termine 5e du 20 km marche mais ne termine pas le 50 km. Il remporte la médaille de bronze sur 20 km lors des Jeux du Commonwealth de 1966.